# バッド・トレジャー
『バッド・トレジャー』（Dangerous）は、2021年に公開されたカナダとアメリカ合衆国の合作によるアクション・スリラー映画。
デヴィッド・ハックル監督、スコット・イーストウッド、タイリース・ギブソン、ファムケ・ヤンセン、ケヴィン・デュランド、メル・ギブソン出演。
一度キレたら止まらない元特殊部隊員の男と、医師免許剥奪寸前の精神科医が、旧日本軍の財宝の謎に挑む姿を描いている。
2021年11月5日に劇場およびオンデマンドで公開。
日本では、2022年7月から8月まで介された新宿シネマカリテの特集企画「カリコレ2022/カリテ・ファンタスティック! シネマコレクション2022」で上映された。

## キャスト
※括弧内は日本語吹替
- ディラン・“D”・フォレスター[9]: スコット・イーストウッド[10]（高橋広樹）
- マッコイ保安官: タイリース・ギブソン[10]（松田健一郎）
- ショーネシー特別捜査官: ファムケ・ヤンセン[10]（西村野歩子）
- コール: ケヴィン・デュランド[10]（天田益男） - Dの元ボス。
- アルダーウッド医師: メル・ギブソン[10]（金尾哲夫） - Dの担当精神科医。
- マッシー: ブレンダン・フレッチャー[11] - Dの亡き弟ショーンの研究者仲間。
- フェリックス: ライアン・ロビンス（英語版）[11] - コールの部下。
- リンダ・フォレスター: ブレンダ・バジネット（英語版）[11]（きそひろこ） - Dとショーンの母親。
- スーザン・フォレスター: リアン・ラップ[11] - ショーンの妻。
- ブランチャード: チャド・ルック[11] - コールの部下。
- パイク: ブロック・モーガン[11] - コールの部下。
- ジョー: デスティニー・ミルンズ[11] - フォレスター家が島で経営しているB&Bの従業員。
- フレディ・フォレスター: アトリー・スモールマン[11] - ショーンとスーザンの息子。
- スナイパー: ジェイス・バレイロ[11] - コールの部下。

## 製作
主な撮影は、2020年12月に行われ、12月23日までに終了した。撮影はカナダのカムループスとオカナガンで行われた。

## 作品の評価

### 映画批評家によるレビュー
Rotten Tomatoesによれば、21件の評論のうち高評価は29%にあたる6件で、平均点は10点満点中3.7点となっている。
Metacriticによれば、5件の評論のうち、高評価はなく、賛否混在は1件、低評価は4件で、平均点は100点満点中27点となっている。

### 受賞歴
第42回ゴールデンラズベリー賞で最低主演男優賞（スコット・イーストウッド）と最低助演男優賞（メル・ギブソン）の2部門でノミネートされたが、どちらも受賞はならなかった。